# أحمد إسماعيل (سياسي)
أحمد إسماعيل (بالملايوية: Ahmad Ismail)‏ هو سياسي ماليزي، ولد في 1955. حزبياً، نشط في المنظمة الوطنية الملاوية المتحدة.